# Juma Pondamali
Juma Pondamali (né au Tanganyika, aujourd'hui Tanzanie) est un joueur de football international tanzanien, qui évoluait au poste de gardien de but.

## Biographie

### Carrière en sélection
Juma Pondamali joue trois matchs en équipe de Tanzanie lors de l'année 1980. Ces rencontres entrent dans le cadre des éliminatoires du mondial 1982.
Il participe avec l'équipe de Tanzanie à la Coupe d'Afrique des nations 1980 organisée au Nigeria.